# Hostašovice
Hostašovice är en ort i Tjeckien. Den ligger i den östra delen av landet, 260 km öster om huvudstaden Prag. Hostašovice ligger 357 meter över havet och antalet invånare är 685.
Terrängen runt Hostašovice är kuperad åt nordost, men åt sydväst är den platt. Runt Hostašovice är det ganska tätbefolkat, med 86 invånare per kvadratkilometer. Närmaste större samhälle är Valašské Meziříčí, 7,2 km söder om Hostašovice. Omgivningarna runt Hostašovice är en mosaik av jordbruksmark och naturlig växtlighet.